# Fredrick Terna
Pour les articles homonymes, voir Taussig.
Friedrich (ou Bedrich) Arthur Taussig dit Fredrick Terna ou Fred Terna, né le 8 octobre 1923 à Vienne, en Autriche et mort le 9 décembre 2022 à Brooklyn, New York, est un peintre juif américain, d'origine autrichienne, survivant de Theresienstadt, Auschwitz et Dachau. La Shoah domine son œuvre.

## Biographie
Friedrich Arthur Taussig est né le 8 octobre 1923 à Vienne, en Autriche,.
Il est le fils de Jochanan "Jan" Taussig et de Lona Herzog. Son frère, Tomáš "Tommy" Taussig, est né en 1926.
Toujours, en 1926, la famille Taussig s'installe à Prague, leur ville d'origine.
Jochanan Terna travaille dans l'assurance maritime.
Lona Terna meurt de pneumonie en 1932.

### Seconde Guerre mondiale
Avec l'invasion allemande de la Bohème et de la Moravie, le 15 mars 1939, Fred Taussig et son frère Tommy Taussing, en tant que Juifs, ne peuvent plus fréquenter les écoles publiques de Prague. La famille quitte la capitale et se réfugie à la campagne. Elle adopte le nom de Terna au lieu de Taussig. En 1941, leur fausse identité est découverte et la famille est déportée.
D'octobre 1941 à mars 1943, Fred Terna est interné au camp de travaux forcés de Lipa. Il est ensuite déporté à Theresienstadt, où il retrouve brièvement son père. À l'automne de 1944, il est déporté à Auschwitz. À la fin de 1944, il est déporté à Kaufering, un sous-camp de Dachau. Il est libéré par l'armée américaine le 27 avril 1945. Il est hospitalisé alors pendant plusieurs mois.
Son père meurt à Auschwitz et son frère à Treblinka.

### Paris
En 1946, Terna arrive à Paris. Il étudie la peinture à l'Académie de la Grande Chaumière et à l'Académie Julian.

### New York
En 1952, il s'installe à New York.

### La Shoah en peinture
La Shoah domine son œuvre.

### Mort
Fred Terna meurt le 8 décembre 2022, à Brooklyn. Ses funérailles ont lieu à la Synagogue de Kane Street, à Brooklyn, synagogue conservatrice dont il fait partie.